# 賴禮
賴禮，字同文，南康（今江西贛州）人。明朝知縣。
永樂二年（1404年）三甲第一百一十一名進士，歷任武功縣、興寧縣、沅江縣知縣，卒於任上。